# ضم عسكري
الإلحاق أو الربط أو الضم العسكري؛ هو الإجراء الإداري والمفهوم في القانون الدولي المتعلّق بالحيازة القسرية لإقليم دولة واحدة من قبل دولة أخرى. من المسلّم به عموماً أن هذه العمليّة غير قانونيّة. وهي عمليّة مختلفة عن الغزو، والذي يشير إلى الاستحواذ والسيطرة على الأراضي التي تنطوي على تغيير في السيادة؛ ويختلف عن التنازل، حيث يتم إعطاء الأرض أو بيعها من خلال معاهدة، لأن الضمّ هو عمل انفرادي حيث يتم الاستيلاء على الأراضي واحتجازها من قبل دولة واحدة. وعادةً ما يتبع الاحتلال العسكريّ لإقليم ما.
يمكن إضفاء الشرعيّة على الإلحاق من خلال الاعتراف العام من قبل الهيئات الدوليّة (أي البلدان الأخرى والمنظمّات الحكوميّة الدوليّة).

## تطور القانون الدولي

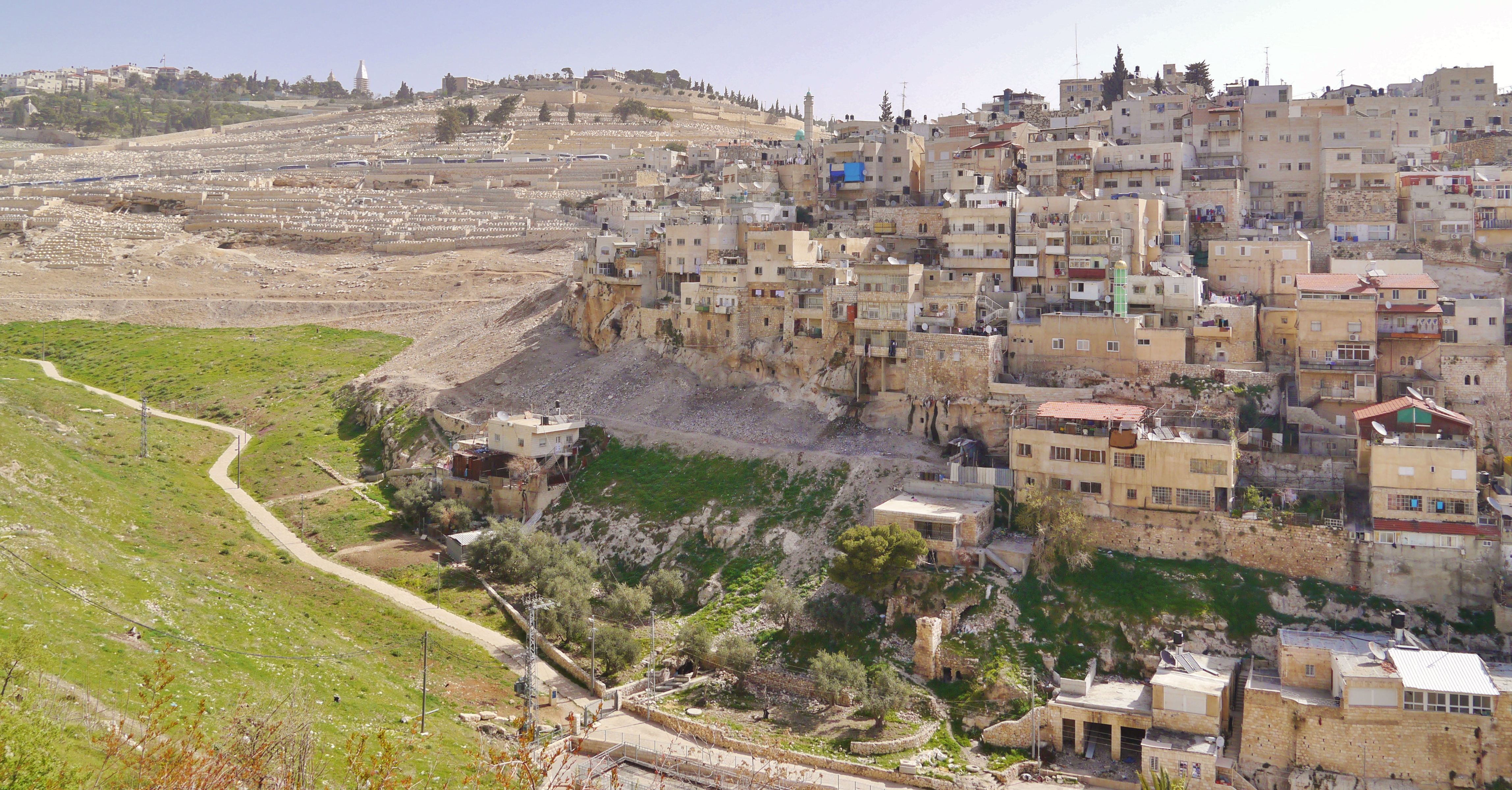
شرق القدس في فلسطين التاريخية.

### الحصول على اللقب
تطوّر القانون الدولي فيما يتعلّق باستخدام القوّة من قبل الدول بشكل كبير في القرن العشرين. تشمل الاتفاقيّات الرئيسيّة اتفاقيّة بورتر لعام 1907م، وعهد عام 1920م لعصبة الأمم المتحدة، وميثاق كيلوغ- برياند لعام 1928م، والذي تم تفعيله بموجب المادة 2 (4) من الفصل اأ0ول من ميثاق الأمم المتحدة، والذي أصبح سارياً اليوم: «يمتنع جميع الأعضاء في علاقاتهم الدوليّة عن التهديد باستخدام القوّة أو استعمالها ضد السلامة الإقليميّة أو الاستقلال السياسي لأيّ دولة، وبأيّ طريقة أخرى تتعارض مع مقاصد وأهداف الأمم المتّحدة». وبما أن استعمال القوّة ضد السلامة الإقليميّة أو الاستقلال السياسيّ غير قانونيّ، فإن السؤال حول ما إن كان بالإمكان نقل الملكيّة أو السيادة في مثل هذه الحالة، وكان هذا موضوع نقاش قانونيّ.
من المعتقد بشكل عام أنّ الدول ملزمة بالالتزام بمبدأ ستيمسون الذي ينصّ على أنّ الدولة: «لا يمكنها قبول شرعيّة أي موقف بحكم الواقع أو... الاعتراف بأي معاهدة أو اتفاقيّة تم إبرامها بين تلك الحكومات.... ولا... الاعتراف بأي وضع أو معاهدة أو اتفاق يمكن التوصّل إليه بوسائل مناقضة للعهود والالتزامات الواردة في ميثاق باريس المؤرّخ في 27 آب، 1928م».
وقد أعيد تأكيد هذه المبادئ في إعلان العلاقات الودّية لعام 1970م.

### حماية المدنيين
خلال الحرب العالمية الثانية، أدّى استعمال «الضم» إلى حرمان مجموعات كاملة من الضمانات التي توفّرها القوانين الدوليّة المنظمة للاحتلال العسكريّ.
وسعت اتفاقيّة جينيف الرابعة لعام 1949م، إلى توسيع اتفاقيّتي لاهاي لعامي 1899م و1907م، لتشمل كل ما يتعلّق بمسألة حماية المدنيّين.
وقد وضّح مؤلفو اتفاقيّة جينيف الرابعة إعطاء القواعد المتعلّقة بعدم انتهاك الحقوق «بطبيعتها المطلقة»[12]، مما يجعل من الصعب على أي دولة تجاوز القانون الدوليّ من خلال استعمال «الضمّ». المادة 4 من اتفاقيّة جينيف، في الفقرة الأولى من القسم الثالث: الأراضي المحتلّة، تقيّد آثار الضمّ على حقوق الأشخاص داخل تلك الأراضي:
لا يحرم الأشخاص المحميون الموجودون في الأراضي المحتلّة، على أي حال أو بأي شكل من الأشكال، من منافع هذه الاتفاقيّة في حال تم إدخال أي تغيير في الاتفاقيّة نتيجة لاحتلال إقليم ما من قبل مؤسسة أو حكومة تترأس الأرض المحتلّة، ولا إذا تم إبرام أي اتفاق بين سلطات الأراضي المحتلّة والسلطة المحتلّة ولا في حال تم ضم الإقليم بكامله أو جزء منه.

## أمثلة منذ عام 1949م

### الهند البرتغالية

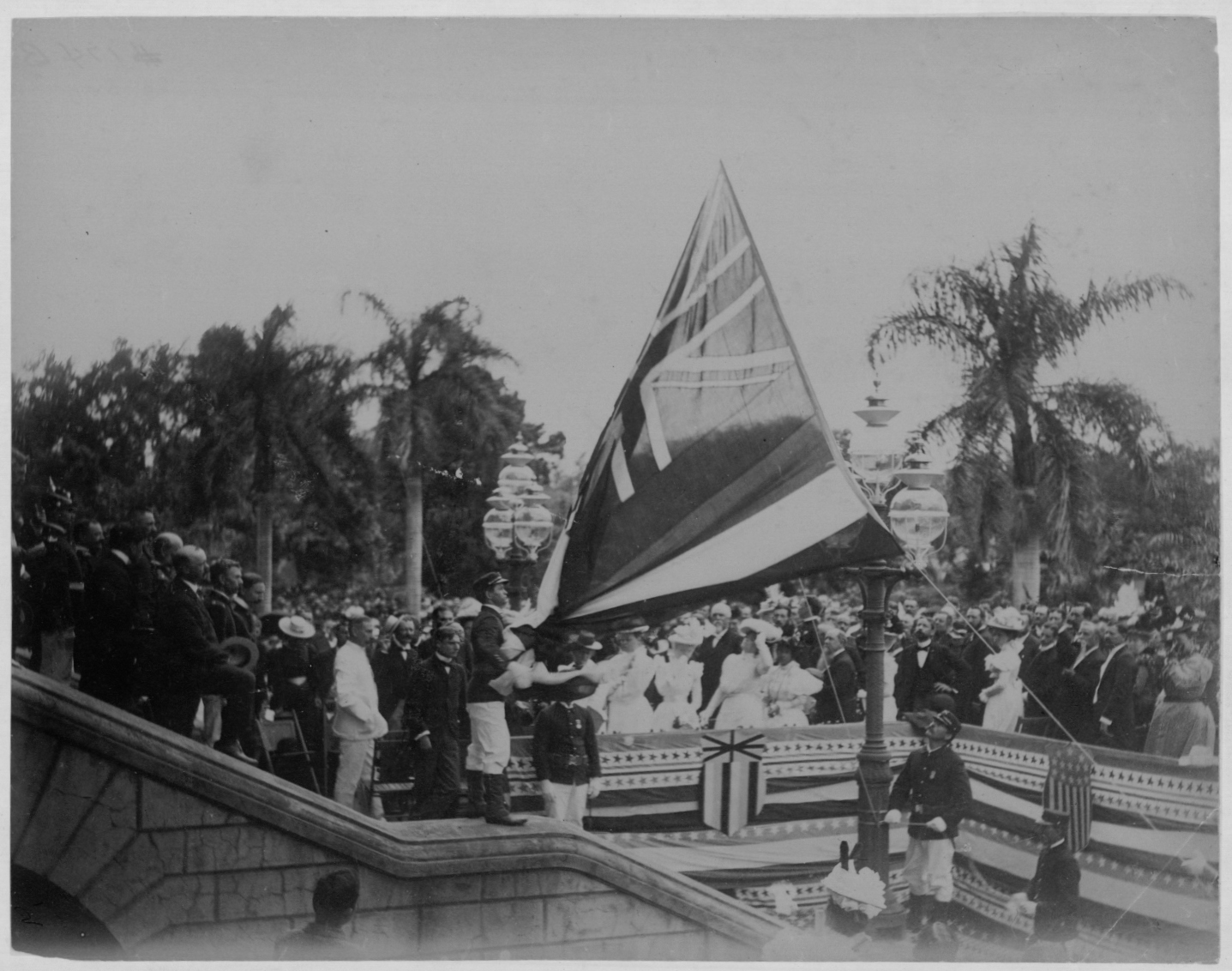
إنزال علم هاواي من فوق قصر إولاني، بعد ضمّ هاواي من قبل الولايات المتحدة الأمريكية، 12 آب، 1898م.

في عام 1954م، أوقف سكان دادرا وناغار هافيلي، وهو جيب برتغالي داخل الهند، الحكم البرتغالي بمساعدة متطوعين قوميين. من عام 1954م إلى عام 1961م، تمتع الإقليم بالاستقلال الفعلي. في عام 1961م، تم دمج الإقليم مع الهند بعد أن وقعت حكومته اتفاقية مع الحكومة الهندية.
في عام 1961م، انخرطت الهند والبرتغال في صراع عسكري قصير حول غوا ودامان اللذان يسيطر عليهما البرتغاليون. غزت الهند المناطق بعد 36 ساعة من القتال، منهيةً 451 سنة من الحكم الاستعماري البرتغالي في الهند.
تم تحقيق الأهمية الاستراتيجية لسيكيم في الستينات أثناء الحرب الصينية الهندية.

### سيكيم
خلال الحكم الاستعماري البريطاني في الهند، كان لدى سيكيم وضع غامض، كدولة هندية أميريّة أو محميّة هنديّة. قبل استقلال الهند، وافق جواهر لآل نهرو، على عدم معاملة سيكيم كدولة هندية. بين عامي 1947م و1950م، تمتعت سيكيم بالاستقلال الفعلي. ومع ذلك، فإن استقلال الهند حفز الحركات السياسية الشعبية في سيكيم وأصبح حاكم تشوجيال تحت الضغط. تم طلب المساعدات الهندية لقمع الانتفاضة التي بدأت. لاحقاً في عام 1950م وقعت الهند معاهدة مع سيكيم لجعلها تحت سلطتها، والسيطرة على الشؤون الخارجية والدفاع والدبلوماسية والاتصالات.
رفع علم الاتحاد فوق روكال من قبل ديزموند سكوت في عام 1955م.

### روكال
في 18 أيلول، 1955م. تم توسيع إقليم الإمبراطورية البريطانية للمرة الأخيرة؛ حيث تم إعلان روكال كتابعة للإمبراطورية البريطانية

### غينيا الغربية الجديدة
بعد استفتاء مثير للجدل في عام 1969م، ضمت إندونيسيا بابوا الغربية أو ما يعرف بغينيا الغربية الجديدة. انخرطت حركة بابوا الانفصالية الحرة في صراع صغير لكن دامي مع الجيش الإندونيسي في الستينات.

### تيمور الشرقية
بعد غزو إندونيسيا في عام 1975م، صمت إندونيسيا تيمور الشرقية، واعتبرتها إندونيسيا المقاطعة 27 في البلاد، ولكن هذا لم يتم الاعتراف بهذا الفعل من قبل الأمم المتحدة. حصلت تيمور الشرقية على الاستقلال في عام 2002م.

### الصحراء الغربية
في عام 1975م، وبعد اتفاقيات مدريد بين المغرب وموريتانيا وإسبانيا؛ انسحبت إسبانيا من المنطقة وتنازلت عن الإدارة إلى المغرب وموريتانيا. للمغرب إدارة ثلثين و لموريتانيا إدارة ثلث جنوبي بعد عام 1979م، وبعد الانقلاب العسكري؛ انسحبت موريتانيا من ثلث جنوبي وتركتها تحت حكم المغرب. بحلول عام 2012م، أجرت الأمم المتحدة مفاوضات مباشرة بين المغرب وجبهة البوليساريو للتوصل إلى حل للنزاع.
الجمهورية العربية الصحراوية الديمقراطية، هي دولة أعلنت عنها جبهة بوليساريو و لا تعترف بها امم متحدة ومعترف بها جزئياً من بعض دول وتطالب بكل المنطقة منذ عام 1975م.

### الضفة الغربية

إسرائيل والأراضي التي احتلتها في حرب الأيام الستّة.

جزء من فلسطين الانتدابية السابقة التي احتلها الأردن خلال الحرب العربية الإسرائيليّة عام 1948م، والتي أطلق عليها بعض اليهود «اليهودية والسامرية»، وأعيد تسميتها «بالضفة الغربية». تم ضمّها للأردن في عام 1950م بناءً على طلب وفد فلسطيني. بقي تحت الحكم الأردني حتى عام 1967م، حتى احتلّتها إسرائيل. لم يتخلّى الأردن عن مطالبته بالضفة الغربية حتى عام 1988م.

#### القدس الشرقيّة
خلال حرب الأيام الستة عام 1967م، احتلّت إسرائيل القدس الشرقيّة، وهي جزء من الضفّة الغربية من الأردن. حيث ضمّت 70 كم مربع من الأراضي. وعلى الرغم من أن إسرائيل أبلغت الأمم المتحدة في ذلك الوقت أن تدابيرها تشكل تكاملاً إداريّاً وبلديّاً ولا يعني أن إسرائيل ستقوم بضمّها؛ إلا أن الأحكام التي أصدرتها المحكمة العليا الإسرائيليّة في وقت لاحق أشارت إلى أن القدس الشرقيّة أصبحت جزءاً من إسرائيل. في عام 1980م أصدرت إسرائيل قانون ينص على أن القدس جزء من إسرائيل، قبل أن تعلن أن القدس هي عاصمة إسرائيل. and 478.

#### مرتفعات الجولان
احتلّت إسرائيل ثلثي مرتفعات الجولان من سوريا خلال حرب الأيام الستة عام 1967م، وبنت المستوطنات اليهوديّة في المنطقة. في عام 1981م، أقرّت إسرائيل قانون مرتفعات الجولان، وضمت بموجبه مرتفعات الجولان ومزارع شبعا؛ على الرغم من عدم اعتراف أي دولة بأحقية إسرائيل لهذا الفعل –باستثناء ولايات ميكرونيزيا الموحّدة-، لم تنسحب إسرائيل من المرتفعات. رفض سكان المرتفعات وأهمهم سكان مجدل شمس، الجنسية الإسرائيليّة واحتفظوا بجنسيتهم السوريّة.

## معرض صور

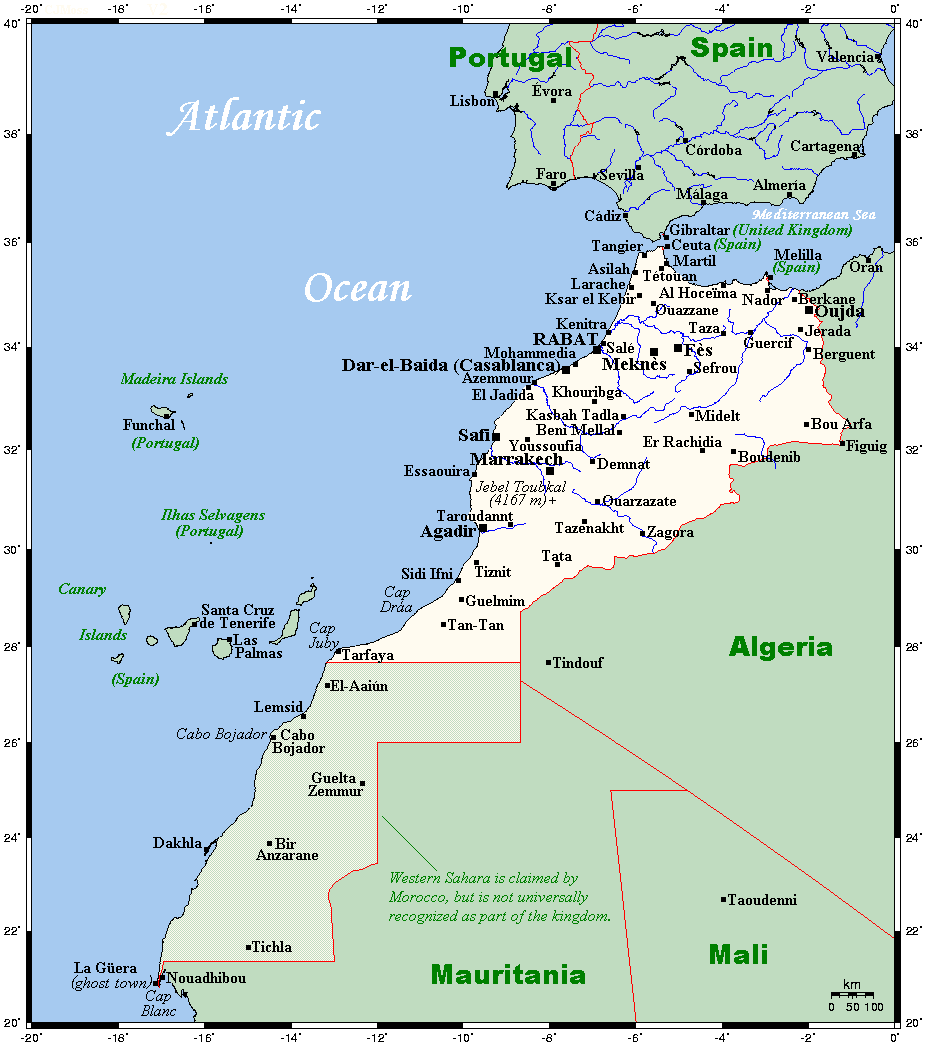
خريطة إسرائيل والدول العربية المجاورة بعد حرب الأيام الستة، والتي تسمى عند الإعلام العربي حرب النكسة، وذلك بتاريخ 6 يونيو 1967م، حيث أكتسبت الجيش الإسرائيلي الحرب للإستيلاء على الأراضي الفلسطينية (الضفة الغربية والقدس الشرقية وقطاع غزة) وضم الجولان للسيادة الإسرائيلية وتحويل شبه جزيرة سيناء المصرية وجزيرتي تيران وصنافير إلى منطقة عسكرية.
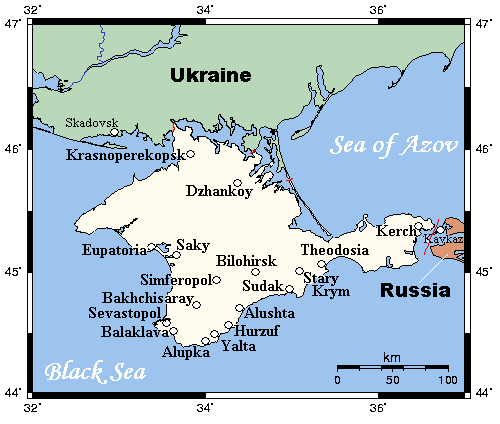
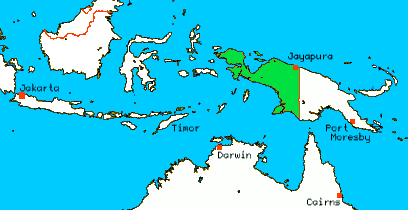
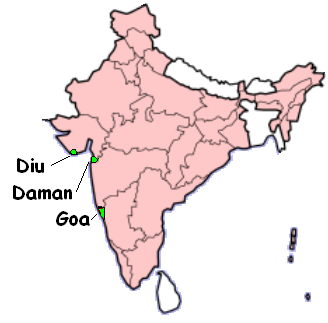